# عزلة يريس (إب)

تعديل مصدري - تعديل

عزلة يريس هي إحدى عزل مديرية حزم العدين في محافظة إب اليمنية ويبلغ تعداد سكانها 7296 نسمة حسب التعداد السكاني في اليمن لعام 2004.